# Pampa Energía
Pampa Energía S.A. é uma holding elétrica argentina, sediada em Buenos Aires
É uma das empresas mais importantes do setor energético argentino, atuando tanto na geração e transmissão de energia elétrica quanto na na produção e transporte de petróleo e gás natural.
É responsável por 12% da geração de eletricidade, 85% da transmissão de eletricidade no território nacional argentino, bem como 6% da produção de gás natural (incluindo parte importante da superfície da jazida de Vaca Muerta) e 60% da produção natural transporte de gás (2023). 
É controlada pelo grupo de investimentos formado por Marcelo Mindlin, Gustavo Mariani, Damián Mindlin e Ricardo Torres, que possuem 22,3% das ações.
A empresa está listada nas Bolsas e Mercados da Argentina, sendo uma das empresas argentinas com maior peso nos índices Merval (7,1809% em 1º de janeiro de 2019) e MSCI Argentina (10,77% em 31 de janeiro de 2019). Possui programa de American Depositary Shares (ADS) Nível II, admitido à negociação na Bolsa de Valores de Nova York e cada ADS representa 25 ações ordinárias. 

## História
A companhia foi estabelecida em 2005, unificando diferentes negócios da área energética.
Em 2011, a Pampa adquiriu parte do controle da TGS, maior transportadora de gás do país. Assim, o controle de metade do transporte de gás do país retornou para os empresários argentinos. Em novembro do mesmo ano, a Central Térmica Loma de La Lata aumentou sua capacidade em 180 MW, com um investimento de 250 milhões de dólares. Em 2012, conseguiu a suspensão de uma ação judicial contra o Estado argentino no ICSID por 167 milhões de dólares, direito adquirido juntamente com a compra do controle da TGS.
Em maio de 2016, a empresa adquiriu 67,2% da Petrobras Argentina (ex-Pérez Companc), por 892 milhões de dólares. Em seguida, de acordo com a lei do mercado de capitais e para adquirir o pacote de controle, a Pampa lançou uma oferta aos acionistas minoritários da Petrobras Argentina. Após desembolsar caixa e emitir ações por quase 400 milhões de dólares, em novembro de 2016 a Pampa atingiu 90% do controle acionário da Petrobras Argentina. Em dezembro daquele mesmo ano, a Pampa Energía absorveu os 10% restantes da Petrobras Argentina. 
Em 16 de fevereiro de 2017, a Assembleia Geral Extraordinária da Pampa aprovou a incorporação da Companhia - como incorporadora - pela Petrobras Argentina, sucessora da Pérez Companc. Esta fusão foi de grande importância, pois desde então tudo funciona como uma única empresa: Pampa Energía. Esta aquisição representou uma mudança fundamental para a empresa, pois permitiu que ela quase dobrasse de tamanho, aumentando sua capacidade de geração de energia elétrica e adquirindo novas áreas de exploração e produção de petróleo e gás, áreas que cobrem 4% de toda a superfície de Vaca Muerta. Tendo em vista que os principais países da região (Brasil, Chile, Uruguai e Argentina) são fortes importadores de gás natural, conclui-se que Vaca Muerta terá um impacto positivo em toda a região e no país.
Em maio de 2018, a Pampa Energía inaugurou o Parque Eólico Mario Cebreiro em Bahía Blanca, com capacidade instalada de 100 MW e investimento de 130 milhões de dólares. Em junho, a empresa iniciou o plano de expansão na exploração de gás nos campos El Mangrullo e Las Tacanas Norte, onde avançou com o desenvolvimento de 27 poços, 11 deles localizados em Vaca Muerta. 
Em março de 2019, foi colocado em operação o Parque Eólico Pampa Energía II, em Bahía Blanca, em frente ao Parque Eólico Mario Cebreiro, com capacidade instalada de 53 MW e investimento de 80 milhões de dólares. 
Em julho de 2019, foi inaugurado o Parque Eólico Pampa Energía III, localizado na cidade de Coronel Rosales. Com os 53 MW que este parque agregou, além dos projetos Parque Eólico Pampa Energía II e Parque Eólico Mário Cebreiro, a empresa atingiu 206 MW de geração de energia renovável.
Em 2019, a Pampa Energía, associada à estatal YPF, comprou a Central Térmica Ensenada Barragán, privatizada pelo Estado.

## Negócios

### Geração
Em relação à geração de energia, a Pampa opera uma capacidade instalada de 5.366 MW por meio de nove usinas termelétricas, três hidrelétricas e cinco eólicas.

### Transmissão
Na transmissão, a Pampa Energía tem co-controle da Transener, através dos 50% que detém na Citelec (dona de 52,7% da empresa) em parceria com a IEASA. A Transener realiza a operação e manutenção da rede de transmissão de alta tensão na Argentina. Opera e mantém mais de 20,9 mil km de linhas de alta tensão na Argentina, o que representa 85% da rede de alta tensão do país, e supervisiona os 15% restantes. Pelas linhas que opera, é transportada mais de 65% da energia elétrica gerada no país. 

### Transporte de gás natural
No segmento de transporte de gás natural, a Pampa detém o co-controle da TGS (29,1%), por meio de 50% da CIESA, que por sua vez detém 51% da TGS. A TGS é a mais importante transportadora de gás do país, com 9.183 quilômetros de gasodutos distribuídos em sete províncias do sul da Argentina, o que a torna a rede de gasodutos mais extensa da América Latina. Além disso, transporta mais de 60% do gás consumido no país, abastecendo mais de 8 milhões de pessoas.
Através de seu complexo localizado em General Cerri, Bahía Blanca, a TGS tornou-se uma empresa líder na produção e comercialização de líquidos de gás natural, com uma capacidade de produção de um milhão de toneladas por ano. Desde 2018, após a construção de um gasoduto e da planta de condicionamento em Vaca Muerta, tornou-se o primeiro Midstreamer da Argentina.

### Petróleo e gás
Os ativos de óleo e gás compreendem as áreas operadas e não operadas com participação acionária da Pampa Energía. O nível médio de produção total atingiu 57,6 mil barris de óleo equivalente por dia (91% gás) em 2023 na Argentina, com participação em 11 blocos produtores e 812 poços produtivos em março de 2023.

### Petroquímica
A Pampa possui 3 plantas de alta complexidade que produzem estireno, borracha sintética, aromáticos e solventes em Puerto General San Martín, Província de Santa Fe, e uma planta de poliestireno em Zárate, Província de Buenos Aires. A Pampa atinge uma participação de mercado entre 80% e 100% para esses produtos na Argentina.